# グレート・トレック

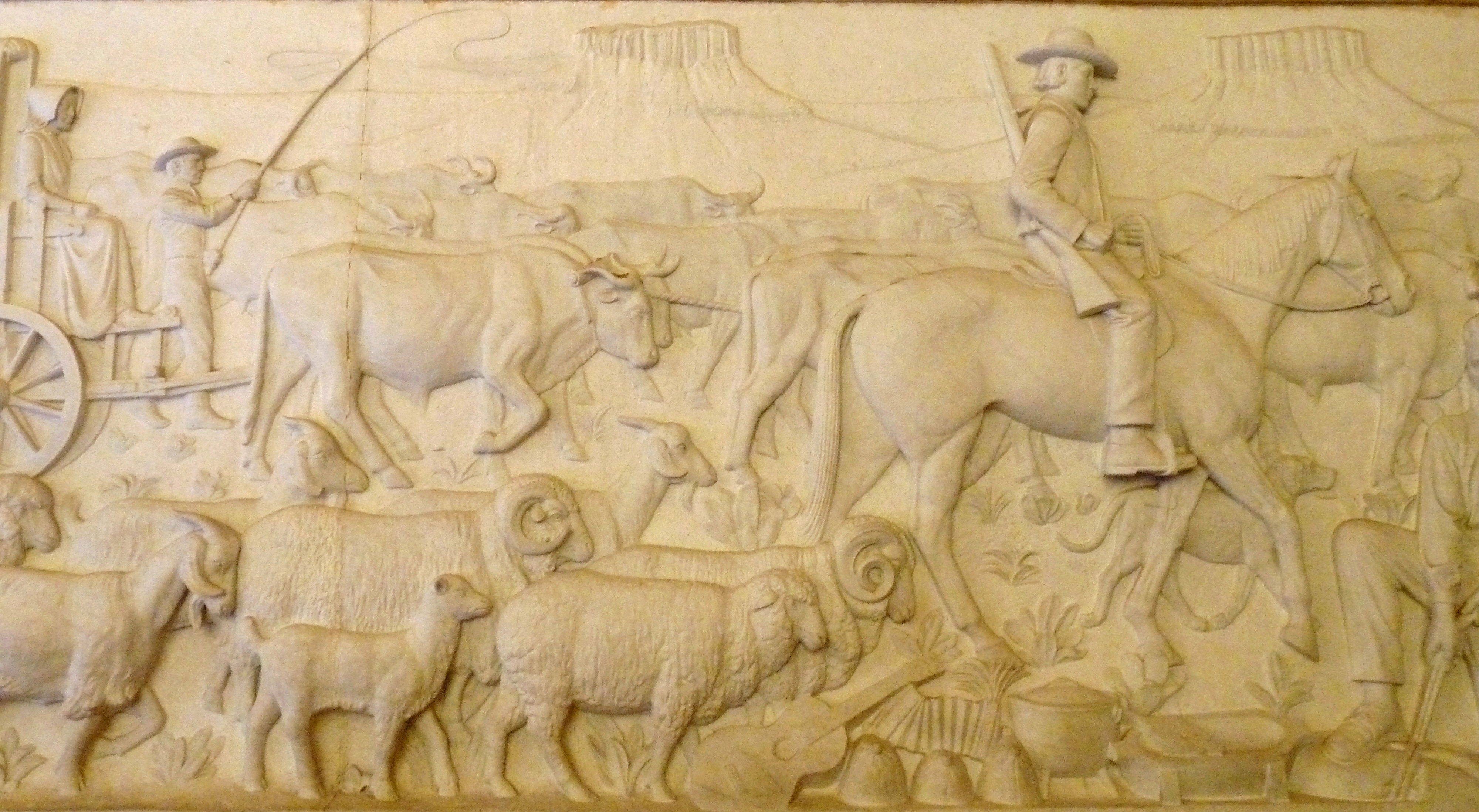
グレート・トレックするボーア人が描かれた石版

グレート・トレック（英語: Great Trek）は、1830年代から40年代にかけて、英領ケープ植民地からボーア人たちが大移住を行い、現在の南アフリカ共和国北部に定住した、その移住の旅を指す。

## 前史
17世紀にオランダがケープ植民地を拓いて以降、この地に移住するオランダ人は少しずつ増えていき、やがて彼らはボーア人という民族集団を形成するようになる。ボーア人たちはケープタウンを根拠地とし、先住のコイコイ人を駆逐しながら内陸へと進出していった。ボーア人の多くは広大な農園を持ち、多くの奴隷を使用しながら農園主として生活していた。当時、ケープ植民地はまだ十分に発展していなかったこともあり、農園の多くは自給自足を旨とし、独立性が高かった。この地はオランダ東インド会社の植民地であったが、会社の支配力は弱く、ボーア人は規制を受けず自由に内陸部へと進出していくことができた。1770年代には、ケープ植民地はグレート・フィッシュ川の南岸にまで達していた。
しかし、1795年にケープ植民地を占領したイギリスへ、ナポレオン戦争中の1812年にケープ植民地が正式に譲渡される。イギリスは本国からの移民を推し進め、ボーア人たちは二級国民的な扱いを受けた。さらに、イギリスはボーア人の内陸への進出を好まず、近隣のアフリカ人諸民族を（ボーア人に比べれば）尊重する政策をとった。そのため、ボーア人の農園拡大は頭打ちとなった。また、ケープタウン周辺には軍事力を持たないコイサン人が居住していたため簡単に勢力を拡大することができたが、グレート・フィッシュ川以北には軍事力を持つバントゥー系諸民族が居住しており、一植民者が簡単に勢力を拡大することなどできるものではなかった。すでにオランダ領時代の1779年にはバントゥー系諸民族のうち最南の民族であるコーサ人とボーア人（トレック・ボーア）の間でコーサ戦争が勃発し、1850年代まで断続的に戦闘が繰り返されることとなった。このようにして、ケープ植民地はグレート・フィッシュ川を北限として、以後60年に及び拡大ができなくなっていた。
そんな中、産業革命の影響を受けてイギリス本国で人権思想の普及や奴隷解放運動が起き、植民地でも宣教師を中心にアフリカ人の権利を拡大し、奴隷貿易を廃止する動き（en:Slave Trade Act 1807）が出てきた。1809年に施行されたホッテントット条例により、コイコイ人や黒人に居住を証明するパスの所持を義務づけていた（のちにパス法に引き継がれる）が、宣教師たちの運動により1828年に総督令50号が制定され、同条例は廃止されたため、ボーア人の間で深刻な労働力不足が起き、不満が高まった。さらに1833年には大英帝国全土において奴隷制が廃止され、不満は頂点に達した。この不満は、東部と西部によって温度差があった。ボーア人が多数を占め、商業の発達した西ケープでは大農園の経済に占める割合が低く、奴隷制の廃止にさほど打撃を受けなかったのに対し、点在する大農園が経済の中心となっている東ケープにおいては奴隷制廃止は死活問題となっていた。

## グラハムズタウン会議
1834年、ピート・レティーフをはじめとして、ヘンドリック・ポトヒーター、アンドリース･プレトリウス、ピート・ウイスといった東ケープのボーア人の代表たちがグレート・フィッシュ川南岸に近いグラハムズタウンに集結し、イギリスからの独立と移住を決定した。移住先はズールー王国の国王ディンガネ・カセンザンガコナとの交渉の結果ポート・ナタール（現在のダーバン）近辺に決定したが、グレート・フィッシュ川北岸には強大なコーサ人が存在していたため、いったん北上してオレンジ川を越え、西からドラケンスバーグ山脈を越えてナタールへと向かうルートが選択された。

## 開始

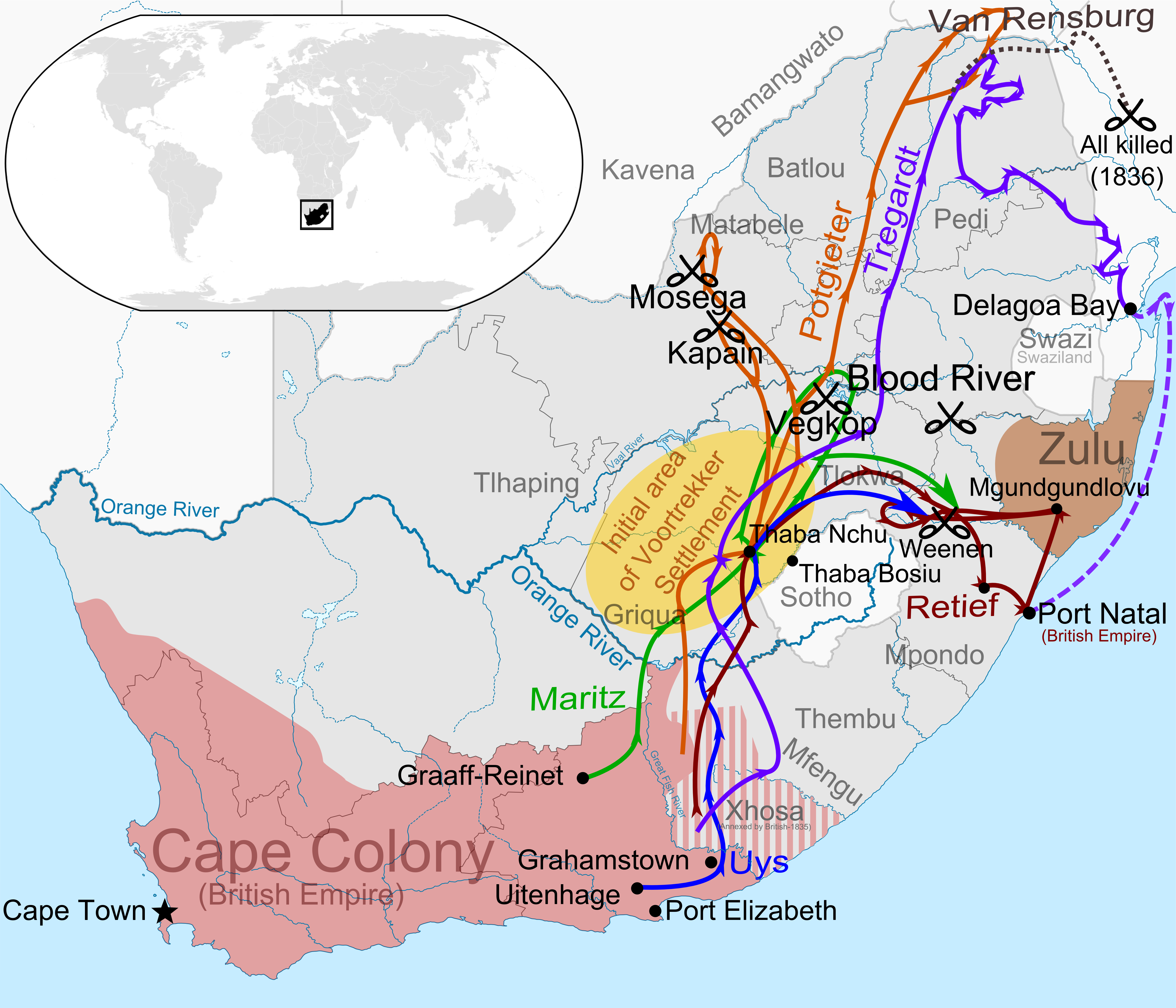
グレート・トレックの経路

1835年、先発隊がグラハムズタウンを出発。その翌年本隊が出立し、最終的にはケープ植民地のボーア人の10分の1、東ケープのボーア人の5分の1にあたる12000人のボーア人がケープ植民地を離れ、北へと向かった。本隊はやがて現在のオレンジ自由州にあるウィンバーグにいったん集結し、これからの行動を相談しあった。当時オレンジ川以北は、シャカ・ズールー時代のズールー王国が引き起こしたムフェカネ（大壊乱）と呼ばれる民族大移動の動乱のさなかにあり、ボーア人を掣肘できる勢力が軒並み消滅していた。一時的に人のいなくなった沃野を見たボーア人たちのうちいくらかはナタールへの移動ではなくこの地域に移住を決め、定住していった。のちにオレンジ自由国となる地域である。また、ポトヒーター派はさらに北上を続けることを選択した。

## フォールトレッカーズ

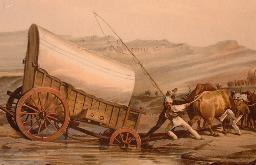
フォールトレッカーズ

移民たちはフォールトレッカーズ（アフリカーンス語: Voortrekkers、英: fore-trekkers「前進するものたち」の意味）と自称していた。
彼らの移動手段は小型の幌つき牛車で、1日に10km程度のゆっくりとしたスピードで北上していった。一集団はだいたい200人から300人程度、幌牛車50台から100台程度で、これより小さなものも多かった。戦闘の際には幌牛車が円陣を組み、女性や子供を円陣の中央におき、幌牛車を盾として戦った。また、ボーア人だけではなく、奴隷である黒人も多く参加した。

## ンデベレの再北遷
ンデベレ人（古くは英国人から英: Matabeleと呼ばれた）は、当初クワズール・ナタール州に住んでいたが、1822年にシャカ王率いるズールー人から攻撃を受けた（ムフェカネ、大壊乱）。ンデベレ人は、現在のトランスヴァール中央部やプレトリア近辺に北遷した。
1836年、ンデベレ人とボーア人先遣隊は小競り合いを繰り返すようになり、1837年1月、ボーア人が大規模侵攻を開始した。火力に勝るボーア人はンデベレを圧倒し、10月にはボーア人のリーダー・ポトヒーターが300人の最精鋭部隊によってンデベレを完全に撃破した。
ンデベレ人はこの敗北によって本拠を放棄し、さらに北の内陸奥深くへと移動していき、結局1840年代に現在のジンバブエ南西部にあたるマタベレランド（英: Matabeleland）地方(ブラワヨ周辺)に定住し、ンデベレ王国を再興した。

## ズールーとの戦闘とナタールの建国

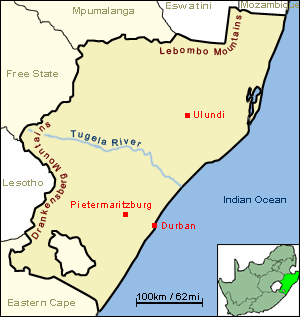
ズールー王国が存在した南アフリカ共和国クワズール・ナタール州の地図

一方ボーア人本隊はドラケンスバーグ山脈を越え、1838年1月28日にナタールへと到着した。ズールー王ディンガネ・カセンザンガコナはボーア人を歓迎し、1838年2月6日に彼らを宴席へと招いた。しかし宴席の途中でディンガネは奇襲を行い、ボーア人は全滅した。死者の中にはグレート・トレックの指導者であったピート・レティーフもいた。さらにディンガネは残りの植民者にも攻撃を加え、2月17日のウィーネンの虐殺によって250人近くのボーア人が殺された。
レティーフらがだましうちによって死亡したことを知ると、ボーア人の中には動揺が広がった。さらに4月9日にはen:Battle of Italeniでen:Piet Uysらが殺害された。
しかし、プレトリウスらの指導によってボーア人は再びズールーへの進撃を続け、1838年12月18日、ブラッド・リバーの戦いにおいて464人のボーア軍が1万から2万人のズールー軍に大勝し、ズールー王国の首都を占領した。
結局ズールー人とボーア人は和平を結び、ズールー王国はトゥゲラ川以南をボーア人に割譲。ボーア人は首都ピーターマリッツバーグを建設し、1839年10月12日にナタール共和国を建国した。

## ナタール共和国の滅亡
こうしてナタール共和国が建国されたものの、広大な土地を得たボーア人たちは土地の分配を巡って対立を繰り返した。建国されて間もない共和国政府にはその争いを調整する力はなく、またボーア人の中には原住民に暴行を加えるものも現れた。この混乱は隣接するポートナタールを領有するイギリスに絶好の介入の口実を与え、イギリスはナタール共和国に宣戦。1843年5月12日、ナタール共和国政府は降伏し、ナタール共和国は4年余りで消滅した。ナタール共和国のボーア人は一部はこの地にとどまり続けたものの、大半はイギリスの影響力の及ばないドラケンスバーグ山脈の向こう側に再び移動していった。プレトリウスもナタール共和国から北上し、ヴァール川以北へと転進していった。

## オレンジ自由国とトランスヴァール共和国の建国

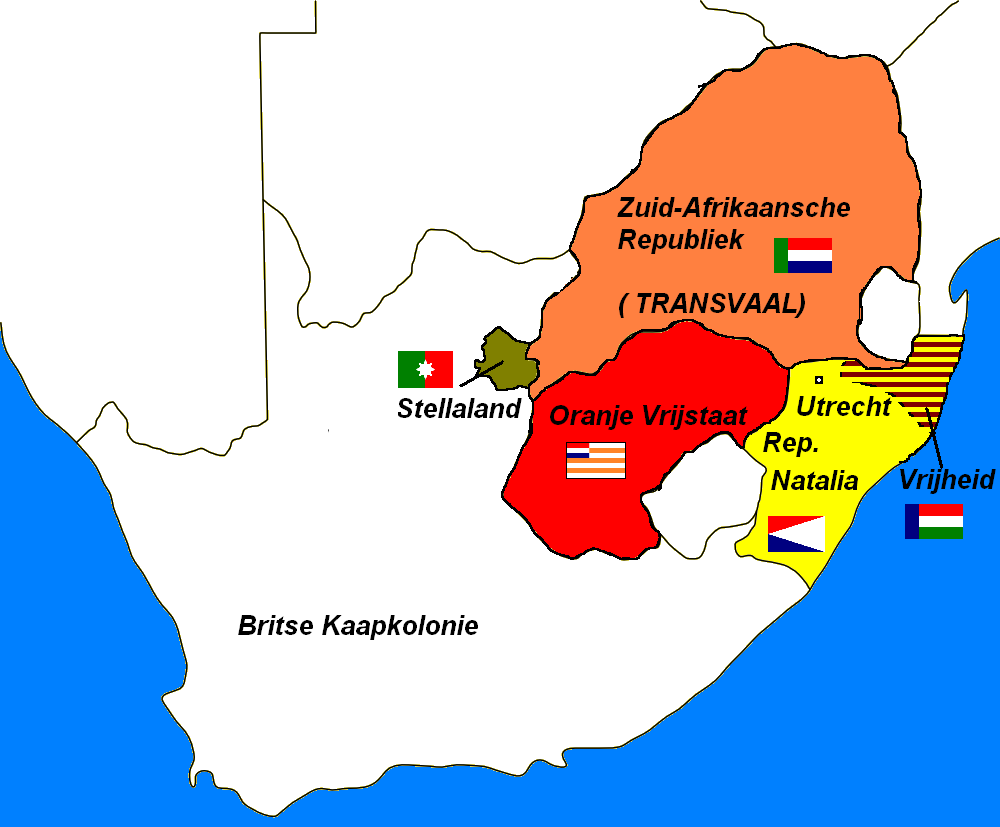
グレート・トレック後に建設されたボーア諸共和国の地図。

ドラケンスバーグ山脈の北側では、オレンジ川以北にとどまったボーア人たちが政府を結成し、またそのさらに北、ヴァール川以北に植民したボーア人たちも別個の政府を成立させた。フォールトレッカーズたちのほとんどはこの2地域のいずれかに定住し、これによりボーア人の移動は終わり、グレート・トレックは終結した。ナタール共和国を占領したイギリスは内陸についても1848年にオレンジ川主権国家（1848年-1854年）を建国してイギリスの影響下に置こうとしたものの、ボーア人やソト人らの抵抗にあい、最終的に占領するメリットがないため静観することとした。1852年1月17日、サンド・リバー協定がイギリスとヴァール川以北のボーア人の代表であるプレトリウスとの間で結ばれ、トランスヴァール共和国（正式名称は南アフリカ共和国）が成立した。次いで1854年2月23日、イギリスとオレンジ川以北の政府との間でブルームフォンテーン協定が結ばれ、オレンジ自由国が成立した。

## 影響

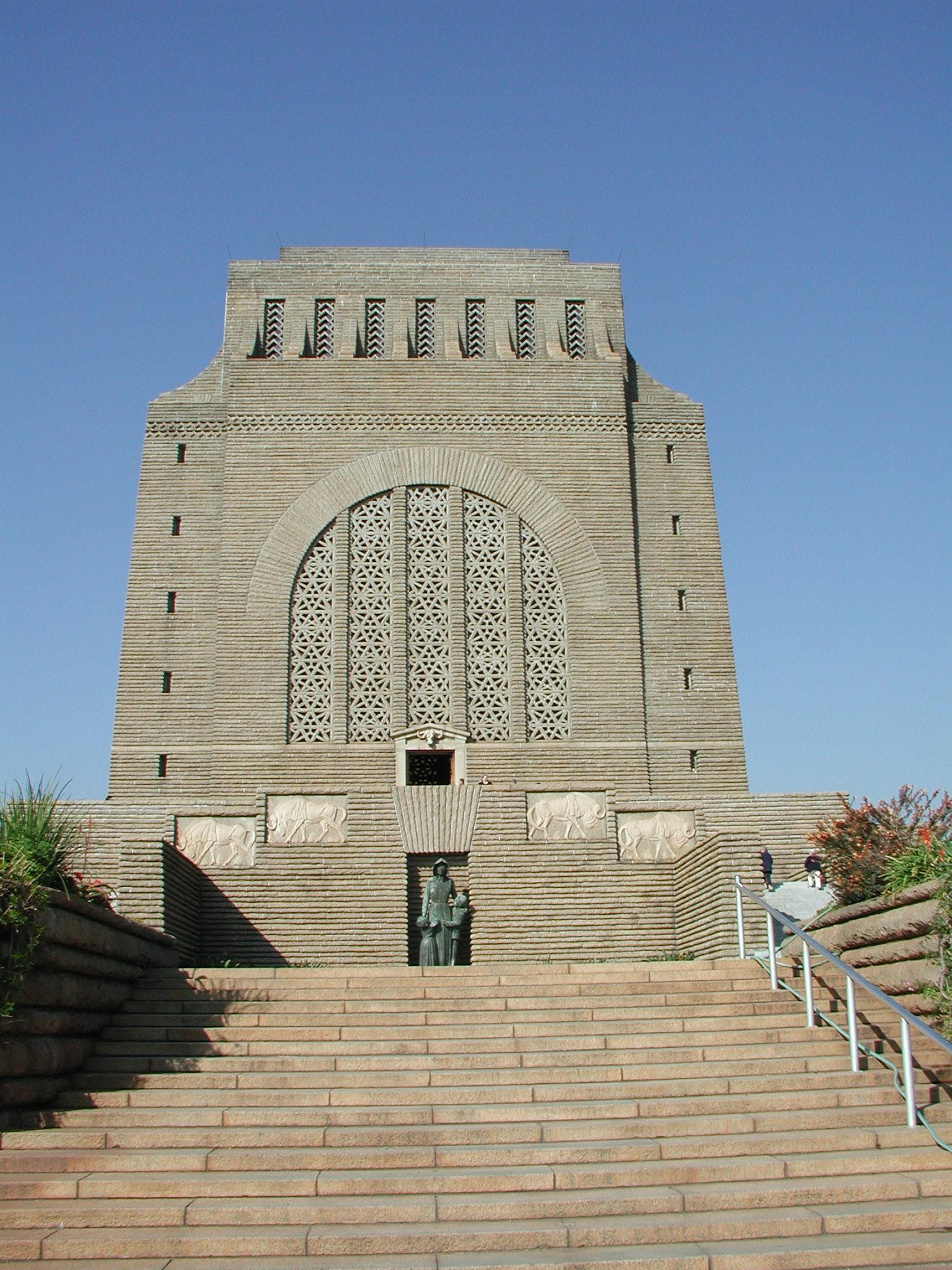
プレトリアのフォールトレッカーズ記念碑

ボーア人たちにとってはこの移動は「出エジプト」にもなぞらえられる重要な出来事であり、のちにやや変質してアフリカーナーと呼ばれる民族集団になった後もこの出来事を語り継いでいった。1937年にはグレート・トレック100年を記念して首都プレトリアにフォールトレッカーズ記念碑が建てられ、アフリカーナーにとっては民族の伝説となっていった。一方、この出来事はアメリカの西部開拓と同じく、白人開拓者たちの先住民を圧迫する体制が北に広がったことを意味していた。西部開拓と違う点は、この地域の黒人は数が多く、また病原菌に対する抵抗力を持っており、さらに開拓基地（アメリカ東部とケープ）の経済力・人口規模の差により、南アフリカの新規入植地域においては黒人が圧倒的多数を占め続けたことである。圧倒的な黒人の中で白人支配社会を維持する中で、白人入植者は自らの選民思想を先鋭化させ、後のアパルトヘイトの一因となった。